# Lithobates blairi
Lithobates blairi är en groddjursart som först beskrevs av Mecham, Littlejohn, Oldham, Brown och Brown 1973.  Lithobates blairi ingår i släktet Lithobates och familjen egentliga grodor. IUCN kategoriserar arten globalt som livskraftig. Inga underarter finns listade i Catalogue of Life.